# Enrico Rampini
Enrico Rampini (Castellania, 1390 - Roma, 4 de julho de 1450) foi um cardeal do século XV.

## Biografia
Nasceu em Castellania em Ca. 1390. Dos signori de Sant'Allosio. Segundo dos cinco filhos de Francesco Rampini. Os outros irmãos eram Urbano, Pasino, Torello e Marziano. Ele também está listado como Henricvs de Allosio ou Sancto Allosio. Ele foi chamado de Cardeal de Milão.
De extraordinário "... dottrina e prudenza ..." (1) .
Entrou no estado eclesiástico. Clérigo de Tortona.
Eleito bispo de Tortona em 10 de maio de 1413. Transferido para a sé de Pavia em 7 de junho de 1435. Promovido à sé metropolitana de Milão em 27 de agosto de 1443; ocupou a sé até sua morte. Durante a fome, ele vendeu seus pratos de ouro e prata para aliviar as necessidades de seu povo. Ele foi chamado de “Pai dos Pobres”. Ele era um jurisconsulto renomado.
Criado cardeal sacerdote no consistório de 16 de dezembro de 1446 com o título de S. Clemente. Foi notado ausente da Cúria Romana em 21 de fevereiro de 1447. Participou do conclave de 1447 , que elegeu o Papa Nicolau V. Nomeado legado na Lombardia, trocou Roma por Milão em 12 de setembro de 1447; retornou em 12 de fevereiro de 1448; e novamente em 4 de abril de 1449. Renunciou à comenda do mosteiro cisterciense de Montolivet d'Aquafrigida, diocese de Como, em 5 de junho de 1448. Em 1448, publicou as constituições dos hospitais e hospícios de Milão.
Morreu em Roma em 4 de julho de 1450 onde se encontrava por ocasião do Ano Jubilar. Sepultado na igreja de S. Clemente, Roma